# أمارنتة
أمَارَنتة أو (نقحرة: أمارانتي) هي مدينة من مدن البرتغال. يبلغ عدد سكانها 56,264 نسمة وذلك حسب إحصائيات سنة 2011. تبلغ مساحتها 301.33 كم².

## توأمة
لأمَارَنتة اتفاقيات توأمة مع كل من:
- Achères, Yvelines [الإنجليزية]‏
- فيزلوخ
- نامبولا
- Châteauneuf-sur-Loire [الإنجليزية]‏

## أعلام
- أوقستو هيكتور
- فرنسيسكو أسيس
- أليكساندر ماريا بينهيرو توريس
- نونو غوميش
- ميجيل فييرا

## وصلات خارجية
- الموقع الرسمي